# Herbert Paul
Herbert Paul (* 11. Februar 1994 in Ingolstadt) ist ein deutscher Fußballspieler und -trainer.

## Karriere

### Als Spieler

#### Verein
Nach seinen Anfängen in der Jugend des MTV Ingolstadt und FC Ingolstadt 04 wechselte er im Sommer 2010 in die Jugendabteilung der SpVgg Greuther Fürth. Nachdem er für die zweite Mannschaft der Fürther erste Einsätze im Seniorenbereich absolviert hatte, erfolgte im Sommer 2014 sein Wechsel innerhalb der Regionalliga Bayern zur zweiten Mannschaft des FC Bayern München. Nach Auslaufen seines Vertrags mit dem Münchenern war er fast ein Jahr vereinslos. Im Sommer 2016 schloss er sich in der gleichen Liga dem 1. FC Schweinfurt 05 an. Nach zwei Spielzeiten wechselte er im Sommer 2018 zum Drittligisten TSV 1860 München. Dort kam er auch zu seinem ersten Einsatz im Profibereich, als er am 28. Juli 2018, dem 1. Spieltag, bei der 0:1-Auswärtsniederlage gegen den 1. FC Kaiserslautern in der Startformation stand. In zwei Spielzeiten bei 1860 kam er zu 55 Drittligaeinsätzen. Nach der Saison 2019/20 verließ er die Münchner.
Daraufhin wechselte Paul im Oktober 2020 zum österreichischen Zweitligisten SK Austria Klagenfurt, bei dem er einen bis Juni 2022 laufenden Vertrag erhielt. Bis zum Ende der Saison 2020/21 kam er zu 15 Einsätzen in der 2. Liga, mit Klagenfurt stieg er zu Saisonende in die Bundesliga auf. In der höchsten Spielklasse kam er dann zu elf Einsätzen, ehe er sich im Dezember 2021 das Kreuzband riss und bis Saisonende ausfiel. Nach seinem Vertragsende verließ er Klagenfurt nach der Saison 2021/22.
Im Sommer 2023 kehrte er zu seinem Jugendverein nach Ingolstadt zurück und schloss sich dessen zweiter Mannschaft in der Bayernliga an. Anfang November 2023 kam er dort auch für die erste Mannschaft der Schanzer in der 3. Liga zum Einsatz.

#### Nationalmannschaft
Herbert Paul hat für die U-18 des Deutschen Fußball-Bundes zwei Länderspiele bestritten.

### Als Trainer
Nach seinem Klagenfurt-Abgang übernahm Paul im November 2022 den deutschen Regionalligisten FC Pipinsried als Trainer. Er lief hierbei in 9 Spielen als Spielertrainer auf. FC Pipinsried stieg jedoch am Ende der Saison in die Bayernliga ab. Paul verließ Club im Sommer 2023.

## Titel und Erfolge
- Bayerischer Pokalsieger: (2) 2016/17, 2017/18